# Oldsmobile Limited
Oldsmobile Limited – samochód osobowy produkowany pod amerykańską marką Oldsmobile w latach 1910–1913.

## Dane techniczne
- Pojemność: 11,5 litra
- Cylindry: 6
- Moc: 65 KM
- Typ silnika: dolnozaworowy
- Napęd: tylny